# Les Tuniques bleues
Les Tuniques bleues sont une série de bande dessinée humoristique belge racontant les aventures du sergent Chesterfield et du caporal Blutch, militaires dans l'Armée de l'Union (du Nord) opposée à l'Armée des États confédérés (du Sud), à l'époque de la guerre de Sécession. Au-delà du comique des situations et des personnages, cette série relate les horreurs de la guerre.
« Tuniques bleues » est le nom donné par les Amérindiens aux troupes de cavalerie chargées notamment de la protection des colons durant la conquête de l'Ouest et les guerres indiennes dans l'Ouest américain.
Créée en 1968 dans Spirou par le dessinateur Louis Salvérius et le scénariste Raoul Cauvin sous la forme d'histoires courtes, cette série passe rapidement au format d'histoires en 44 pages. Après la mort de Salvérius en 1972, le dessin est repris par Lambil. La série compte 68 albums publiés.
En septembre 2019, Raoul Cauvin annonce arrêter l'écriture des scénarios de la série. En juin 2020, les Éditions Dupuis annoncent de nouveaux auteurs pour le tome 65 de la série, avec Béka et Munuera. En 2021, le scénariste Kris est annoncé pour reprendre la série, avec toujours Lambil au dessin, de retour après la parenthèse du tome 65. Depuis 2024 (tome 68), c'est Fred Neidhardt qui gère le scénario, remplaçant Kris. 

## Aperçu historique

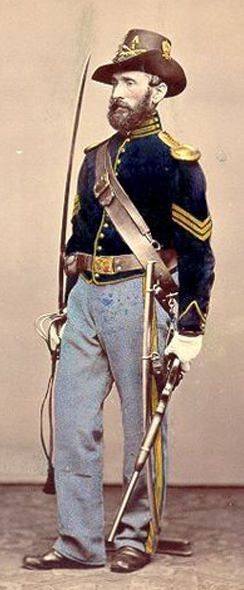
Un sergent de cavalerie en 1866.

Le titre de la série fait référence à la blue coat, veste bleu sombre adoptée par l'armée américaine dès la guerre d'indépendance, pour la distinguer des redcoats britanniques. Le règlement militaire de 1821 en fait la couleur nationale. Le pantalon blanc à l'européenne sera troqué en 1833 pour la tenue bleu clair avec une bande de couleur pour les officiers et sous-officiers. La tenue est portée pendant quarante ans et marque profondément l'imaginaire américain dans le mythe de la Frontière et la pacification des Grandes Plaines. Le premier régiment de dragons (cavalerie régulière) est créé en 1833.
Ce n'est qu'après 1870 que le bleu sera remplacé progressivement par le gris, le beige, le kaki et enfin le vert olive[réf. nécessaire].

### Armes
Dans les divers albums de la série, les héros emploient des armes contemporaines en usage dans les forces de l'Union :
- le sabre ;
- la carabine Spencer ;
- la mitrailleuse Gatling ;
- le revolver Colt, calibre .44, avec un long canon et six chambres rotatives ;
- le canon à âme lisse de 12 livres.

## Auteurs, évolution et style

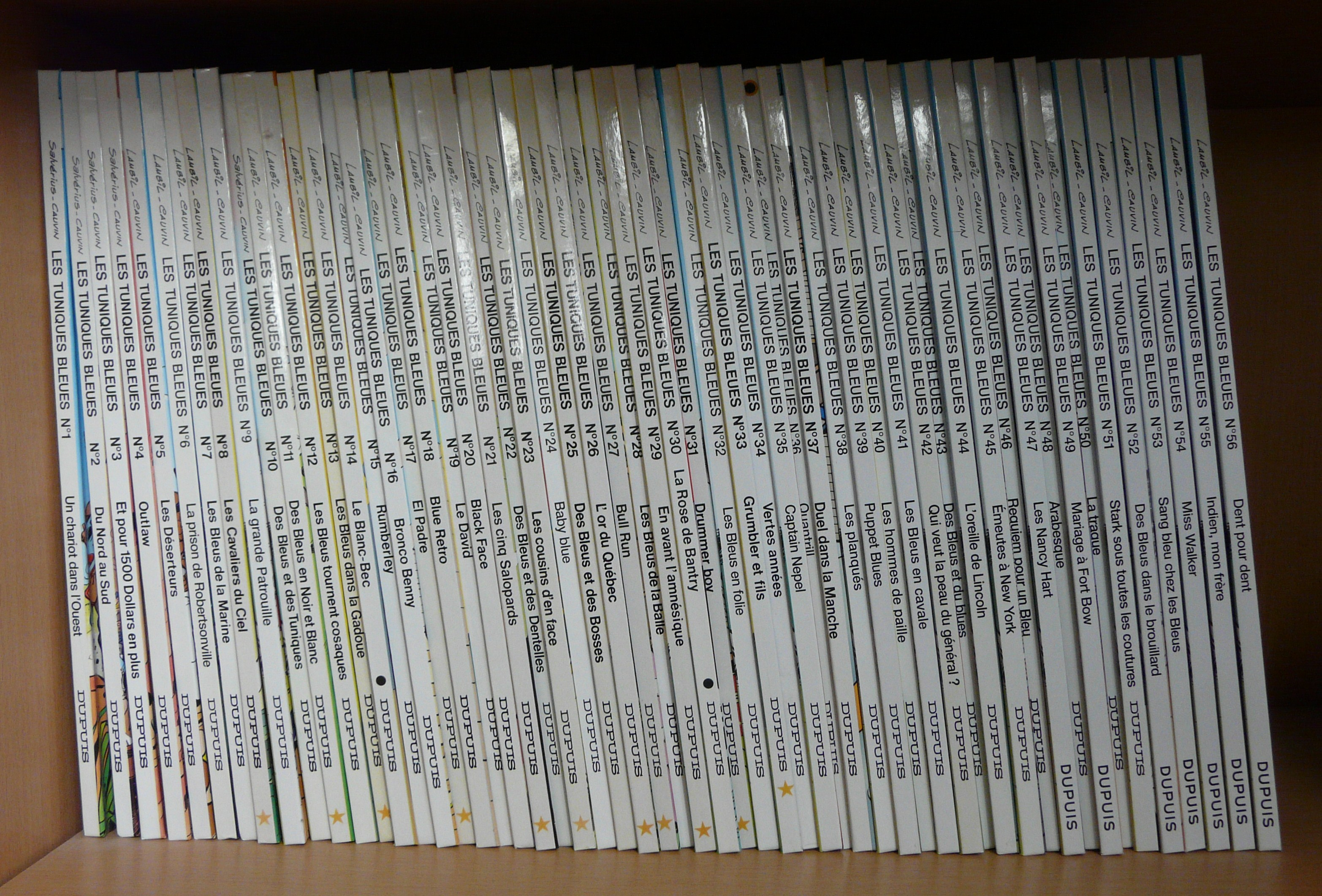
Les 56 premiers numéros de la série.

Dessinée par Louis Salvérius et scénarisée par Raoul Cauvin, la série a été publiée à partir du 29 août 1968 dans Le Journal de Spirou. Elle est ensuite parue en albums aux éditions Dupuis à partir de 1972 et compte en 2019 soixante-trois épisodes.
À l'origine, il s'agissait d'une série uniquement comique dont Salvérius dessinait les personnages de façon ramassée et avec de gros nez. Toutefois, dès le second album qui se déroule pendant la guerre de Sécession, il adopte un style plus réaliste, manière selon lui de ne pas prendre à la légère cet épisode tragique de l'histoire. À la mort de Salvérius en 1972, en plein milieu de l'épisode Les hors-la-loi (rebaptisé Outlaw pour la sortie en album), la série est reprise par Willy Lambil qui accentue encore plus l'aspect « semi-réaliste » du dessin. Cette bande dessinée est donc aujourd'hui le résultat d'un étrange mélange : si les deux personnages principaux ont conservé leur gros nez des origines, les autres personnages ainsi que les décors sont dessinés de manière réaliste avec des proportions respectées et des hachures pour souligner les volumes. Toutefois, les planches restent coloriées en aplats de couleur dans la tradition stylistique des séries humoristiques de la bande dessinée franco-belge.
Ce mélange très particulier se révèle d'autant plus réussi qu'il est au service d'un message pacifiste et antimilitariste dont la détermination et la violence de la condamnation ne sont que mieux mises en valeur par l'aspect humoristique des personnages ; selon Henri Filippini, la saga est « un cri contre la bêtise humaine ». Entre le sergent Chesterfield, le grand simplet en quête de gloire, et le caporal Blutch, le petit rusé antimilitariste, se nouent des rapports d'amitié et d'antagonisme qui véhiculent sur le mode comique, un message dénonçant l'illusion de l'héroïsme et la cruauté de la guerre. Créée à la fin des années 1960, cette série connaît une longévité étonnante. Elle est « parmi les séries les plus populaires de la BD franco-belge ». En 2015, les ventes d'albums pour la série totalisaient 21,5 millions d'exemplaires et « cette série compte parmi les 20 plus gros tirages de la bande dessinée francophone ». Patrick Gaumer y voit « un western antimilitariste » qui s'est imposé « comme l'une des séries les plus réussies du genre ».
Une vision purement amérindienne présenterait certainement une dissonance avec le ton « antimilitariste » et « pacifiste » de cette série, étant entendu que les premières victimes des Tuniques bleues ont été les Amérindiens, massacrés par la Cavalerie américaine, et cela bien loin des tourments « antimilitaristes » et « pacifistes » des héros américains de la série.

### Sources d'inspiration
Dans une interview, Cauvin dit se documenter auprès de diverses sources (presse, radio, télévision, Internet) ; pour des informations pointues, il s'adresse à la Confederate Historical Association of Belgium (Association historique confédérée de Belgique). Les lecteurs lui suggèrent parfois des idées intéressantes. Lambil, quant à lui, cite The Commanders of The Civil War, de l'historien William C. Davis, les recueils de photographies de Francis Trevelyan Miller (en) et le livre de Laurence Harlé La Cavalerie Américaine. Le dessinateur reconnaît certaines approximations : Blutch et Chesterfield vêtus en fantassins, les photographies sur papier (les surfaces sensibles souples ne sont inventées qu'en 1884), le barbelé (brevet déposé aux États-Unis en 1874) et la dynamite (brevet déposé en 1867).
La collection Les tuniques bleues présentent, qui réunit par thème les albums déjà parus, « met en valeur le travail de recherche des auteurs (croquis, documents historiques…) et permet d’enrichir la lecture des albums présentés en mettant en perspective leur contenu ». Dix tomes, parus ou prévus, développent les thèmes suivants : les grandes batailles, les chevaux, les personnages réels (en deux volumes), les Indiens, la photographie, les enfants dans l'armée, la guerre navale, les femmes dans l'armée, et les voyages.
L'histoire s'inspire aussi de différents westerns, et de la série Lucky Luke qu'elle devait initialement remplacer dans Spirou après le départ de Morris chez Pilote.

## Personnages

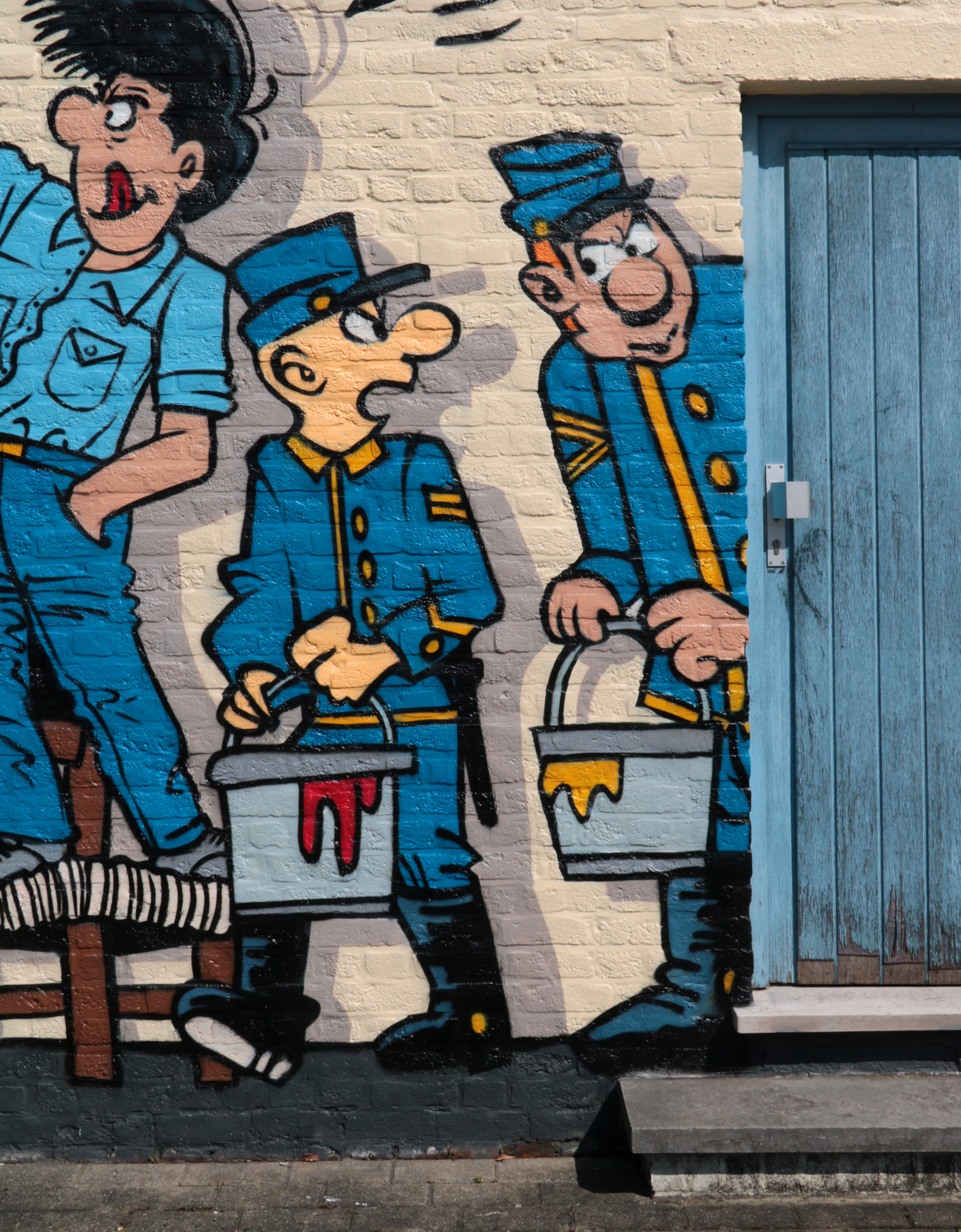
Les Tuniques bleues peintes durant le festival de street art Fresh Paint OLLN sur la façade de la Maison de la Citoyenneté à Ottignies.

Les Tuniques bleues étant le nom donné par les Amérindiens aux troupes de cavalerie qui maintenaient l'ordre dans l'Ouest américain, les aventures des héros commencent d'abord dans l'Ouest, puis continuent dans l'Est et la guerre de Sécession, avec quelques retours sur le terrain de leurs premières armes. D'après Gaumer, les deux protagonistes sont entourés de « quelques personnages secondaires des plus réussis ».
- Cornélius M. Chesterfield : sergent au 22e de cavalerie, roux, plus costaud que son subordonné préféré, ses parents sont toujours vivants (Blue rétro, no 18). Son père, Joshua, a d'après lui fait la bataille d'Alamo où il a reçu six médailles, semble-t-il comme trompette (du moins c'est ce qu'il raconte à qui veut l'entendre). Il est désormais dans un fauteuil roulant du fait d'une blessure reçue en tombant d'une échelle (il était blanchisseur du camp). Avant de s'engager, Chesterfield était garçon boucher chez M. Graham. Il a d'ailleurs failli épouser la fille de son patron, avant de rencontrer Blutch puis de s'engager dans l'armée. Il fera un passage à Fort-Bow au début de la série, dans tous les albums de Salvérius et plus rarement dans ceux de Lambil. Il est très amoureux d'Amélie, la fille du colonel Appeltown. Il a deux cousins qui, malheureusement pour lui, se sont engagés chez les sudistes. Il voue un culte à l'armée, déteste par-dessus tout les déserteurs, et rêve d'avoir cicatrices et décorations, même s'il a plus souvent les premières que les secondes. Il respecte envers et contre tout le grade supérieur, sauf si Amélie Appeltown est dans les parages… D'après Cauvin, le personnage s'inspire de son frère Robert, « très cocardier »[11]. D'après le journaliste Jacques Schraûwen, Chesterfield « est la représentation vivante, et ronde, de la soumission au pouvoir[13] ». Patrick Gaumer, spécialiste de la bande dessinée, voit en lui un personnage « gros et pas très futé (qui) recherche toujours les honneurs[10] ».
- Blutch : caporal au 22e de cavalerie, c'est un orphelin élevé par le docteur H. W. Harding (Vertes Années, no 34) avec lequel il est tour à tour orpailleur en Californie, docker, cireur de chaussure, garçon-coiffeur, garçon de café, vendeur de journaux à San Francisco, employé dans une mine, marchand de bananes vertes, à nouveau orpailleur (Vertes Années, no 34) et barman au The Pacific, qu'il rebaptise The Alamo lorsqu'il se retrouve recruté (Blue rétro, no 18). Il reçoit un temps le grade de lieutenant (Les Hommes de paille, no 40), mais dans la plupart des albums, il est caporal au 22e de cavalerie. Il se marie avec une infirmière dans l'album no 22, Des Bleus et des dentelles. Bien qu'il dise éprouver une haine sans borne pour le sergent Chesterfield, ils sont généralement inséparables. Il a appris à sa jument Arabesque à s'écrouler et à faire la morte dès qu'elle entend un coup de feu (Le Blanc-bec, page 39, dernière case), ce qui lui sert d'excuse pour éviter les assauts. Il n'a qu'un rêve : déserter cette armée où il n'a jamais voulu se retrouver, au grand dam du sergent Chesterfield. Mais ses tentatives de fuite sont toujours découvertes, ou contrariées par Cornelius. Malgré cela, il reste quelqu'un de courageux et dévoué, n'hésitant pas à traverser seul les lignes ennemies, que ce soit pour retrouver le sergent Chesterfield ou Arabesque (En avant l'amnésique, no 29), ou éviter la mort d'un enfant (Drummer boy, no 31). D'après Patrick Gaumer, Blutch est « le personnage le plus attachant de la série[11] ». « Petit et malicieux, [il] ne pense qu'à déserter[10] ». D'après Schraûwen, Blutch « est l’archétype de ceux qui refusent les ordres imbéciles qui ne peuvent mener qu’à la boucherie[13] ».
- Arabesque : jument bien-aimée de Blutch, elle est gris pommelé aux crins blancs. Blutch est prêt à tout pour la protéger, au point que même les généraux sont terrifiés de ce qu'il pourrait leur arriver si l'armée venait à nuire à sa jument. Très intelligente, elle est parfois capable de comprendre ce que lui disent les humains (Des Bleus et des dentelles, no 22). Elle s'écroule lorsqu'elle entend des coups de feu ou le cri de guerre de Stark : « Chaaargeeez !!! ». Cette caractéristique est souvent utilisée par Blutch pour éviter la mort sur les champs de bataille, mais aussi par Chesterfield pour éviter à Blutch de déserter (Vertes Années, no 34) ou à l'encontre de Stark (Requiem pour un Bleu, no 46). Nommée Flo à la naissance par son propriétaire, elle est la fille de King et Mary. Lorsque des soldats de l'armée nordiste arrivent pour réquisitionner le cheptel de son propriétaire, elle se cache dans la grange, et se cachera de même de longues semaines au moindre bruit de sabot. Lorsqu'une bataille fait rage près de la grange avec les chevaux du cheptel, le propriétaire s'y rend après les combats et retrouve King, qu'il se contraint à abattre. Arabesque (alors Flo) avait assisté à la scène, d'où son horreur des champs de bataille. Elle est aussitôt réquisitionnée par un soldat nordiste.
- Capitaine Stark : capitaine au 22e de cavalerie. S'il apparaît la première fois dans Du Nord au Sud (no 2), il n'a pas encore le physique qu'il conserve à partir des Bleus de la marine (no 7), où il est définitivement chargé du régiment des deux héros. Après avoir fait West Point, Stark alterne vie civile et armée avant de se réengager au début de la guerre de Sécession. Son caractère plonge progressivement vers un mutisme total envers les fantassins, les civils, et tout ce qui marche sur deux pieds. Ce caractère est plus explicite dans l'épisode Stark sous toutes les coutures (no 51), lorsque Blutch et Chesterfield apprennent que Stark, jadis lieutenant au début de la guerre, avait reçu des éclats d'obus dans le crâne lors d'une attaque surprise des confédérés. Ainsi, il vit en permanence sur son cheval avec un regard lointain en n'attendant que la prochaine charge. Celle-ci est son seul souhait, et son antienne est : « Chargez ! ». Souvent blessé, parfois grièvement, il s'en sort toujours, ce qui n'est pas le cas de ses hommes… C'est le plus souvent lors de ces "pauses" que Chesterfield et Blutch peuvent aller accomplir des missions plus inhabituelles. Bien que son sens de la stratégie n'aille pas au-delà de la charge frontale quoi qu'il arrive, Alexander le considère comme un excellent officier. Son régiment est redouté de tous les soldats de son armée car c'est celui qui revient au camp avec le moins d'hommes en vie. D'après Gaumer, ce personnage « incarne la ganache assoiffée de gloriole »[11]. Il s'agit d'un « imbécile prétentieux ne pensant qu'à envoyer ses troupes au casse-pipe[10] ».
- Général Alexander : chef de l'armée dont fait partie le 22e de cavalerie. Il est le supérieur direct de Stark, et connaît très bien Blutch et Chesterfield, pour les avoir plusieurs fois chargés de missions dangereuses ; il les protège en leur faisant également éviter la cour martiale et la mort un certain nombre de fois. Il n'apparaît qu'à partir de Les Bleus tournent cosaques (no 12).
- Tripps est un personnage récurrent apparu dans les premiers albums. Il a deux dents en avant et un air simplet. Créé par Salvérius et Cauvin, il est souvent au côté de Bryan, ou encore Plume d'argent. Outre les premiers albums, il apparaît aussi dans Le Blanc-bec ou Baby Blue.
- Amélie Appeltown : grand amour de Chesterfield, non partagé (quoique le doute soit permis dans certains des derniers numéros). Depuis le début de la série, Chesterfield est follement amoureux d'Amélie. Ses prétendants réels ou imaginaires (son frère, Tripps, Blutch) sont écartés sans ménagement. Elle se marie presque avec Blutch dans Mariage à Fort Bow (no 49).
- Colonel Appeltown : père d'Amélie, dirige Fort Bow, un endroit où Blutch et Chesterfield ont fait leurs premières armes (du moins, dans la chronologie des albums). Étant affectés au 22e régiment depuis longtemps, chacune des visites de Blutch et Chesterfield provoque la panique à Fort Bow, surtout pour le colonel Appeltown qui les redoute comme la peste, car elles sont toujours l'occasion d'une révolte indienne, quand ce n'est pas une mutinerie dans le fort…
- Capitaine d'État-Major Stephen Stilman : type d'officier cynique et posé, il ne prend jamais de risque, jamais de décision et ne se trouve jamais sur un champ de bataille. Il est régulièrement représenté en train de siroter un verre avec une paille. C'est l'humoriste bédéphile Stéphane Steeman, ami de Cauvin et de Lambil, qui leur demanda de le faire apparaître dans la série : ils en ont fait un officier sudiste qui s'est engagé dans l'armée nordiste (Bronco Benny, no 16). Vu son inefficacité au front, ses propres camarades d'état-major soupçonnent les sudistes de leur en avoir fait cadeau… Il prend une place de plus en plus importante dans les derniers albums, et on le découvre bien plus réfléchi et complexe[11]. Il y prend aussi quelques décisions d'importance, et sauve plusieurs fois les héros (dans Black Face, alors qu'Alexander lui-même voulait les faire fusiller). Sa sœur Abigail a été un temps amoureuse du capitaine Stark, au grand désarroi du capitaine Stilman.
- Interviennent également de temps à autre des personnages hauts en couleur comme le général Ulysses S. Grant et d'autres généraux célèbres tels que Robert Lee, George McClellan ou même le président Abraham Lincoln (personnellement ou par procuration), et d'autres personnages historiques.
- Lors des retours à Fort Bow, les anciens amis de nos deux héros à Fort Bow, Bryan, Tripps et Plume d'Argent sont toujours présents. Bryan est le dernier des trois à s'être engagé. Plume d'Argent est un indien de la tribu des Pueblos.
- Cancrelat : soldat sudiste, il voue une haine sans borne à Blutch et Cornélius après leur évasion d'une prison sudiste (La Prison de Robertsonville, no 6). Il apparaît dans plusieurs épisodes (La Traque, no 50, Miss Walker, no 54, La Bataille du Cratère, no 63) et tente à chaque fois d'abattre les deux héros. Il apparaît également dans l'épisode 32 Les Bleus en folie, en pensionnaire d'un asile de fous (rôle muet). À noter que son grade change d'un album à l'autre, variant de simple soldat à lieutenant en passant par caporal et aide du lieutenant commandant la prison de Robertsonville, dont il prendra provisoirement la place.
- Georges Appletown : frère d'Amélie, il apparaît pour la première fois dans l'album Le Blanc-bec où Chesterfield le prend pour un rival dans son désir d'épouser Amélie et va pour la première fois ne pas respecter le grade de son « adversaire » en en venant aux mains. Son grade est lieutenant mais son rêve est de faire de la politique à la fin de la guerre. Il participe également à deux ou trois charges du capitaine Stark pour punition pour avoir blessé Lune d'Argent (fils de Loup gris) dans l'album Le Blanc-bec. Sa dernière apparition se fait dans l'album Des Bleus et du blues où il est devenu aide de camp du général Grant.
- Horace : officier supérieur qu'on retrouve souvent aux côtés du général Alexander, parmi les autres officiers de l'état-major. Doté d'une barbe rousse fournie, c'est un personnage secondaire, qui sert souvent de confident ou d'interlocuteur à Alexander ou Stilman.

## Histoire

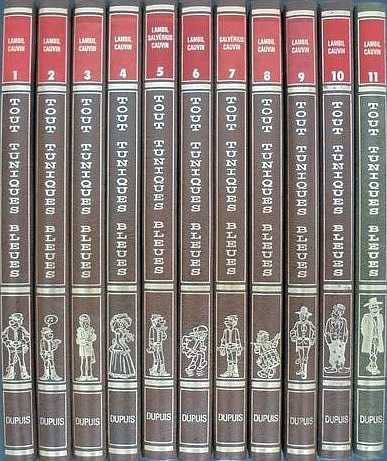
Les tuniques bleues aux éditions Rombaldi.

D'abord affectés à Fort Bow (Un chariot dans l'Ouest, no 1), Blutch et Chesterfield sont rapidement transférés au 22e de cavalerie du capitaine Stark (Du Nord au Sud, no 2), alors que commence la guerre de Sécession. Ils servent également dans l'artillerie, dans l'infanterie, comme aérostiers (Les Cavaliers du ciel, no 8), dans la marine, sur le cuirassé USS Monitor et l'USS Kearsarge (respectivement dans Les Bleus de la marine, no 7, et dans Duel dans la Manche, no 37). D'ailleurs, nombre d'albums représentent des faits historiques en prenant le point de vue de nos héros pour les rapporter, notamment la bataille de Bull Run (Bull Run no 27), la traque de William Quantrill (Quantrill no 36), ou les batailles de Grant (Qui veut la peau du général ?, no 42, et suivants).
Mais leur principale affectation reste le 22e de cavalerie. Ils en sont généralement avec Stark les seuls survivants, Blutch devant fréquemment sa vie à l'intelligence de sa monture Arabesque. Ils en sont aussi les principaux recruteurs (Les Bleus tournent cosaques, no 12, Les Cinq Salopards, no 21, Drummer boy, no 31, Émeutes à New York, no 45). Ils se chargent aussi de la remonte (Bronco Benny, no 16, Des Bleus et des bosses, no 25).
Lorsqu'ils ne sont pas pourchassés comme hors-la-loi (Outlaw, no 4, Les Bleus en cavale, no 41), ils passent leurs permissions à Fort Bow. Paradoxalement, il leur arrive également de poursuivre des déserteurs, sans grand succès, dans Les Déserteurs, no 5, ou La Traque, no 50.
Ils ont beaucoup voyagé : au Mexique (El Padre, no 17), au Canada (L'Or du Québec, no 26), aux Pays-Bas (Duel dans la Manche, no 37).
Ils ont participé à faire connaître la guerre en travaillant avec des photographes (Des Bleus en noir et blanc, no 11, Puppet Blues, no 39), à conserver le moral des troupes par le théâtre (Les Bleus de la balle, no 28), le cirque, sous le nom de Tim et Tom les frères siamois (Les Bleus en cavale, no 41).
On les trouve mêlés à des affaires d'espionnage (Les Bleus dans la gadoue, no 13, Le David, no 19, La Rose de Bantry, no 30, Les Hommes de paille, no 40, L'Oreille de Lincoln, no 44), ou d'infiltration derrière les lignes ennemies (Et pour quinze cents dollars en plus, no 3, Rumberley, no 15, Black Face, no 20).

## Liste des albums

### Corrélations historiques
Nombres d'albums mettent en valeur des faits historiques de la guerre civile américaine, d'autres aventures ont pour cadre un lieu ou une bataille anonyme. Certains récits relatent une rencontre avec une tribu amérindienne sans qu'il y ait de rapports avec la guerre de Sécession. On constate cependant que la chronologie des albums ne suit pas celle de la guerre, mais plusieurs albums sont en flashback, retraçant le passé de nos deux protagonistes, éventuellement raconté par l'un d'eux (par exemple Bull Run) ou par un autre personnage (Vertes Années).
| Album                                   | Fait historique                             | Date historique                 |
| --------------------------------------- | ------------------------------------------- | ------------------------------- |
| 1. Un chariot dans l'Ouest              |                                             |                                 |
| 2. Du Nord au Sud                       |                                             |                                 |
| 3. Et pour quinze cents dollars en plus |                                             |                                 |
| 4. Outlaw                               |                                             |                                 |
| 5. Les Déserteurs                       |                                             |                                 |
| 6. La Prison de Robertsonville          | Camp d'Andersonville                        |                                 |
| 7. Les Bleus de la marine               | Combat de Hampton Roads                     | 8 et 9 mars 1862                |
| 8. Les Cavaliers du ciel                | Union Army Balloon Corps                    | entre octobre 1861 et août 1863 |
| 9. La Grande Patrouille                 |                                             |                                 |
| 10. Des Bleus et des tuniques           |                                             |                                 |
| 11. Des Bleus en noir et blanc          | Mathew Brady                                |                                 |
| 12. Les Bleus tournent cosaques         |                                             |                                 |
| 13. Les Bleus dans la gadoue            |                                             |                                 |
| 14. Le Blanc-bec                        |                                             |                                 |
| 15. Rumberley                           |                                             |                                 |
| 16. Bronco Benny                        |                                             |                                 |
| 17. El Padre                            |                                             |                                 |
| 18. Blue rétro                          |                                             |                                 |
| 19. Le David                            | Blocus naval de l'Union ; CSS David         | 5 octobre 1863                  |
| 20. Black Face                          |                                             |                                 |
| 21. Les Cinq Salopards                  |                                             |                                 |
| 22. Des Bleus et des dentelles          |                                             |                                 |
| 23. Les Cousins d'en face               |                                             |                                 |
| 24. Baby blue                           |                                             |                                 |
| 25. Des Bleus et des bosses             |                                             |                                 |
| 26. L'Or du Québec                      |                                             |                                 |
| 27. Bull Run                            | 1re bataille de Bull Run                    | 21 juillet 1861                 |
| 28. Les Bleus de la balle               |                                             |                                 |
| 29. En avant l'amnésique                |                                             |                                 |
| 30. La Rose de Bantry                   | Affaire du Trent                            | 1861                            |
| 31. Drummer boy                         |                                             |                                 |
| 32. Les Bleus en folie                  |                                             |                                 |
| 33. Grumbler et fils                    |                                             |                                 |
| 34. Vertes Années                       |                                             |                                 |
| 35. Captain Nepel                       |                                             |                                 |
| 36. Quantrill                           | William Quantrill                           | 21 août 1863                    |
| 37. Duel dans la Manche                 | Combat naval à Cherbourg                    | 19 juin 1864                    |
| 38. Les Planqués                        |                                             |                                 |
| 39. Puppet Blues                        |                                             |                                 |
| 40. Les Hommes de paille                |                                             |                                 |
| 41. Les Bleus en cavale                 |                                             |                                 |
| 42. Qui veut la peau du général ?       | Ulysses S. Grant                            |                                 |
| 43. Des Bleus et du blues               |                                             |                                 |
| 44. L'Oreille de Lincoln                | Siège de Vicksburg                          | 25 mai - 4 juillet 1863         |
| 45. Émeutes à New York                  | Draft Riots                                 | 13 - 16 juillet 1863            |
| 46. Requiem pour un Bleu                |                                             |                                 |
| 47. Les Nancy Hart                      | Nancy Harts                                 |                                 |
| 48. Arabesque                           |                                             |                                 |
| 49. Mariage à Fort Bow                  |                                             |                                 |
| 50. La Traque                           |                                             |                                 |
| 51. Stark sous toutes les coutures      |                                             |                                 |
| 52. Des Bleus dans le brouillard        | Joseph Hooker, Bataille de Lookout Mountain | 24 novembre 1863                |
| 53. Sang bleu chez les Bleus            | François d'Orléans                          |                                 |
| 54. Miss Walker                         | Mary Edwards Walker                         |                                 |
| 55. Indien, mon frère                   |                                             |                                 |
| 56. Dent pour dent                      |                                             |                                 |
| 57. Colorado Story                      |                                             |                                 |
| 58. Les Bleus se mettent au vert        |                                             |                                 |
| 59. Les Quatre Évangélistes             | William Nelson Pendleton                    |                                 |
| 60. Carte blanche pour un bleu          |                                             |                                 |
| 61. L'Étrange Soldat Franklin           | Sarah Emma Edmonds                          |                                 |
| 62. Sallie                              | Sallie Ann Jarrett                          |                                 |
| 63. La Bataille du cratère              | Bataille du Cratère                         | 30 juillet 1864                 |
| 64. Où est donc Arabesque ?             |                                             |                                 |
| 65. L'Envoyé spécial                    | William Howard Russell                      | 1861 - 1862                     |
| 66. Irish Melody                        | Brigade irlandaise                          |                                 |
| 67. Du feu sur la glace                 | Stand Watie                                 | 1861                            |
| 68. De l'or pour les Bleus              |                                             |                                 |

## Accueil critique et postérité
De novembre 2017 à janvier 2018, le musée du Cheval de Chantilly expose 25 dessins originaux de l'album L'Étrange Soldat Franklin. En effet, « cette série militaire au temps de la guerre de Sécession fait la part belle aux représentations du cheval ».

## Les Tuniques bleues dans le monde
- Néerlandais : De Blauwbloezen
tous les titres sont publiés en néerlandais
- Anglais : The Blue coats
  1. Robertsonville Prison (La Prison de Robertsonville)
  2. The Navy blues (Les Bleus dans la marine)
  3. The Skyriders (Les Cavaliers du ciel)
  4. The greenhorn (Le Blanc-bec)
  5. Rumberley
  6. Bronco Benny
  7. The Blues in the mud (Les Bleus dans la gadoue)
  8. Auld lang blue (Blue retro)
- Espagnol : Casacas Azules
  1. Héroes a la fuerza (Et pour quinze cents dollars en plus)
  2. Sin ley (Outlaw)
  3. La gran patrulla (La Grande patrouille)
  4. Reclutas y veteranos (Des Bleus et des tuniques)
  5. Los desertores (Les Déserteurs)
  6. La prisión de Robertsonville (La Prison de Robertsonville)
  7. Los azules en la marina (Les Bleus de la marine)
  8. Los jinetes del cielo (Les Cavaliers du ciel)
  9. Azules en blanco y negro (Des Bleus en noir et blanc)
- Allemand : Die blauen Boys
- Polonais : Niebieskie mundury
- Portugais du Brésil : Os Túnicas Azuis par éditeur Martins Fontes
  1. Uma carroça no Oeste (Un Chariot Dans l'Ouest)
  2. Do Norte ao Sul (Du Nord au Sud)
  3. Por 1500 dólares a mais (Et pour quinze cents dollars de plus)
  4. Fora-da-lei (Outlaw)
  5. Os desertores (Les déserteurs)
  6. A prisão de Robertsonville (La prison de Robertsonville)
  7. Os azuis da Marinha (Les Bleus dans la Marine)
  8. Os cavaleiros do céu (Les cavaliers du ciel)
- Catalan : Casaques Blaves
  1. Herois per força (Et pour quinze cents dollars en plus)
  2. Fora de la llei (Outlaw)

## Jeux vidéo
Les Tuniques Bleues ont fait l'objet d'une adaptation en jeu vidéo, en 1989 par Infogrames (appelé North and South). En juin 2012, le jeu a été ré-adapté par Anuman Interactive en un jeu multijoueurs disponible sur différentes consoles. Sortie en novembre 2020 de la réédition du jeu Nord vs Sud, sur Nintendo Switch, PS4, Xbox One, PC, Mac.

### Documentation
Ouvrages et dossiers
- Patrick Cauvin, Willy Lambil : monographie, Toth, 2003.
- Patrick Mortier, Lambil, Raoul Cauvin, Les Tuniques bleues, flash-back, Strip BD/Koksijde, 1993.
- Brieg F. Haslé et Nicolas Thibaudin, Les Tuniques bleues, la collection, édition spéciale des 55 tomes (dossiers de 8 pages), Hachette Collections, 2011-2012.
- Patrick Gaumer, « Tuniques bleues », dans Dictionnaire mondial de la BD, Larousse, 2010 (ISBN 978-2035843319), p. 875.
- Henri Filippini, « Tuniques bleues (les) », dans Dictionnaire de la bande dessinée, Paris, Bordas, 1989 (ISBN 2-04-018455-4), p. 543.

Articles
- Anita Van Belle, « Toujours le même homme, toujours le même fleuve », dans Les Cahiers de la bande dessinée no 61, Glénat, 1985, p. 18-20.
- Jacques Schraûwen, « Les Tuniques Bleues : 59. Les Quatre Évangélistes », sur RTBF, 6 décembre 2015
- Patrick Gaumer, « 22, v'la les Tuniques bleues / Interview : les invités du spécial », Historia, Hors-série : La véritable histoire des Tuniques bleues, no 39,‎ janvier-février 2018 (lire en ligne)
- Elodie Drouard, « Ça vaut le coup d’acheter la collection de BD "Les Tuniques bleues présentent…" ? », sur blog pop up, 1er juillet 2015
- Henri Filippini, « Historia invite « Les Tuniques bleues »… », sur BD Zoom, 11 janvier 2018

Interview
- Raoul Cauvin (int. Thierry Groensteen), « Entretien avec Cauvin », dans Les Cahiers de la bande dessinée no 61, Glénat, 1985, p. 6-14.